# Helmen Kütt
Helmen Kütt (Viljandi, 28 luglio 1961) è una politica estone, membro del Partito Socialdemocratico e ministro degli Affari Sociali sotto il governo Rõivas I.

## Biografia
Originaria di Viljandi, la Kütt lavorò per alcuni anni come assistente sociale e fu attiva nella politica locale della sua città, ricoprendo anche la carica di vicesindaco.
Nel 1999 cercò di farsi eleggere al Riigikogu ma non ci riuscì; anche nel 2007 ci riprovò senza essere eletta. Fra il 2006 e il 2010 fu membro dell'Unione Popolare Estone, che lasciò per aderire al Partito Socialdemocratico. Con il nuovo partito si candidò nuovamente al Riigikogu e questa volta riuscì ad essere eletta deputata.
Nel marzo del 2014 il primo ministro Taavi Rõivas nominò la Kütt ministro degli Affari Sociali.